# Лорд-распорядитель

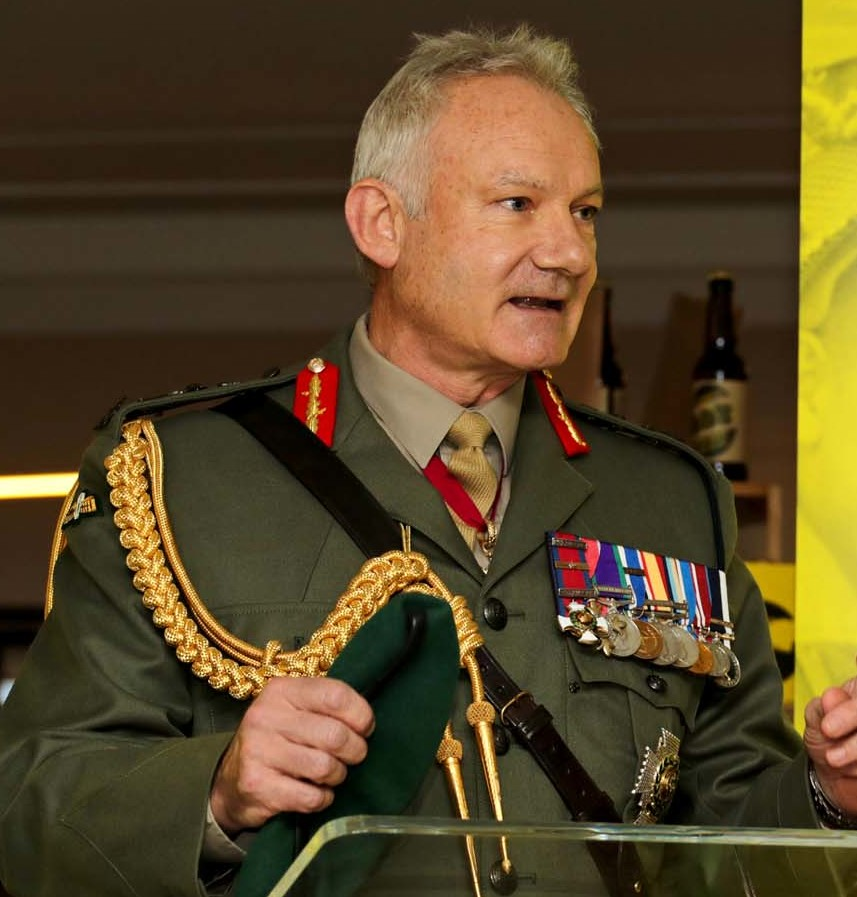
Сэр Гордон Мессенджер был назначен лордом-распорядителем для коронации Карла III

Лорд-распорядитель, лорд верховный распорядитель (англ. Lord High Steward) — первый из высших сановников Великобритании.

## История
Должность была учреждена в XII веке Генрихом II. На завершающем этапе гражданской войны в Англии 1135—1154 годов англонормандский аристократ Роберт де Бомон, 2-й граф Лестер после переговоров с Генрихом обещал последнему поддержку при условии возвращения де Бомону земельных наделов и замков в Нормандии, а также признание за графом Лестером и его потомками почётной наследственной должности лорда-распорядителя (сенешаля) Англии и Нормандии. Придя к власти в 1154 году, Генрих II назначил Роберта де Бомона юстициарием и лордом-распорядителем, после чего должность лорда-распорядителя передавалась по наследству по линии графов Лестер. Это продолжалось до конца второй креации графов Лестер.
В 1399 году Генри Болингброк, герцог Ланкастер и 6-й граф Лестер, побыв некоторое время лордом-распорядителем при дворе Ричарда II, сверг его и взошёл на трон Англии под именем Генриха IV, дав начало Ланкастерской династии. На должность лорда-распорядителя Генрих IV назначил своего сына Томаса Ланкастера, который занимал её до своей кончины в 1421 году. После смерти Томаса занимавший в тот момент английский трон его брат Генрих V счёл нецелесообразным передавать должность лорда-распорядителя кому бы то ни было, и с этого момента она является вакантной. Исключения делаются только для проведения коронаций британских монархов, когда символ королевской власти — корону святого Эдуарда — должен нести обязательно лорд-распорядитель. В некоторых случаях обязанности лорда-распорядителя может исполнять лорд-канцлер. Для проведения коронаций лорд-распорядитель назначается временно, это осуществлялось в 1953 году, когда для коронации Елизаветы II лордом-распорядителем был назначен адмирал Эндрю Каннингем, и в 2023 году, когда для коронации Карла III лордом-распорядителем был назначен сэр Гордон Мессенджер.

## Лорды-распорядители Англии,1154—1421
- Роберт де Бомон, 2-й граф Лестер (1154—1168)
- Роберт де Бомон, 3-й граф Лестер (1168—1190)
- Роберт де Бомон, 4-й граф Лестер, граф де Мёлан (1190—1204)
- Симон де Монфор, 5-й граф Лестер (1206—1218)
- Симон де Монфор, 6-й граф Лестер (1239—1265)
- Эдмунд Горбатый, 1-й граф Ланкастер (1269—1274, 1275—1296)
- Томас Плантагенет, 2-й граф Ланкастер (1296—1322)
- Генри Плантагенет, 3-й граф Ланкастер (1324—1345)
- Генри Гросмонт, герцог Ланкастер (1345—1361)
- Джон Гонт, 1-й герцог Ланкастер (1362—1399)
- Генри Болингброк, герцог Ланкастер и 6-й граф Лестер (1399)
- Томас Ланкастер, герцог Кларенс (1399—1421)

В 1218—1239 и 1322—1324 годах должность, возможно, была вакантна.